# 上海市地震局
上海市地震局，是中国地震局和上海市人民政府双重领导，以中国地震局为主的事业单位。根据上海市人民政府授权，依法履行防震减灾主管机构的各项职责，承担本行政区域内防震减灾工作政府行政管理职能。

## 历史沿革
1872年，法国天主教耶稣会神父在徐家汇创建了观象台，1874年开始地磁观测，1904年又开始地震观测，1932年迁往佘山观象台继续观测。1950年，中科院华东办事处会同中科院地物所、紫金山天文台接管了徐家汇观象台和佘山观象台。佘山台的地震、地磁观测工作由中国科学院地球物理所领导。
1972年1月，佘山观象台划归上海天文台领导。1973年，成立上海天文台地震观测预报研究室。1974年，据国务院文件精神，决定成立上海市地震办公室，1975年2月1日组成地震办领导班子，地点设在上海天文台内。1976年7月的唐山大地震发生后，上海地震工作得到了进一步发展。同年8月21日成立地震办领导小组；10月初，地震办从上海天文台迁出。1977年2月上海市地震办公室建立党委。
1979年4月25日，上海市地震局在原上海市地震办公室的基础上成立，并建立党组。由上海市和国家地震局双重领导。

## 下设业务部门
地震局由地震观测技术研究所，由地震遥测台网、震情监视预报室、地震仪器研究室、情报资料室、技术开发部、余山地震基准台和崇明地震台所组成。